# Моцацеј Гара (Долж)
Моцацеј Гара (рум. Moțăței Gară) насеље је у Румунији у округу Долж у општини Моцацеј. Oпштина се налази на надморској висини од 67 m.

## Становништво
Према подацима из 2002. године у насељу је живело 950 становника, од којих су сви румунске националности.